# Rheingauer Dom

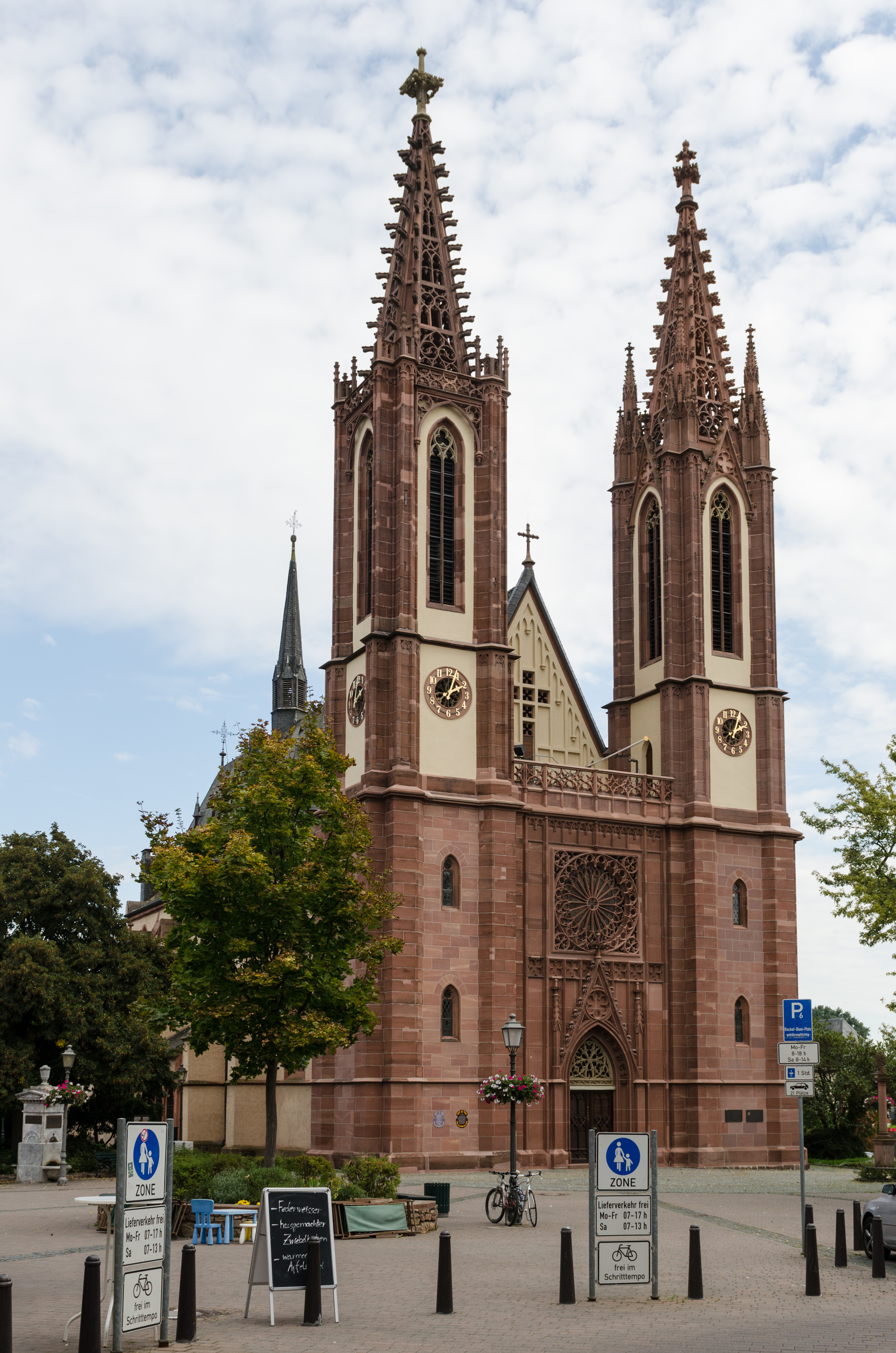
Die neogotischen Westtürme des Rheingauer Domes von Philipp Hoffmann

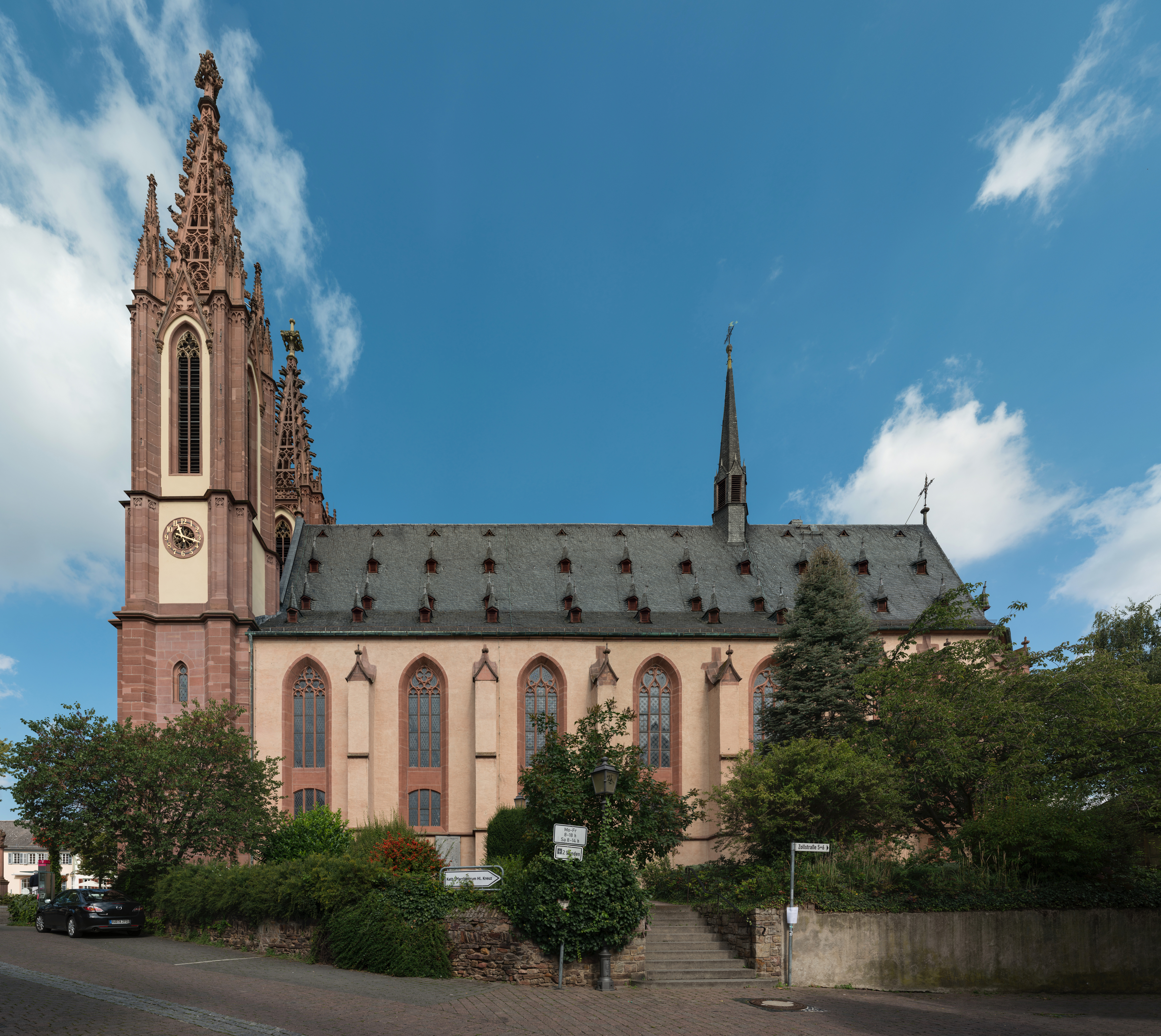
Südansicht

Rheingauer Dom wird die katholische Pfarrkirche Heilig Kreuz in Geisenheim im Rheingau genannt (Bischof-Blum-Platz 1, 65366 Geisenheim).

## Geschichte
Die spätgotische Hallenkirche entstand größtenteils 1510 bis 1518, unter dem Mainzer Dombaumeister Johann von Hattstein, als Nachfolgebau einer 1146 erstmals erwähnten romanischen Kirche. Nachdem 1829 die noch aus der romanischen Entstehungszeit stammenden Westtürme wegen Baufälligkeit abgerissen wurden, nahm der in Geisenheim geborene Baumeister Philipp Hoffmann 1834 bis 1838 einen neogotischen Umbau vor. Neben dem Neubau der nunmehr 46 Meter hohen Türme wurde die Wölbung des Langhauses verändert. Die Bezeichnung Dom erhielt der Bau aufgrund seiner Größe und Bedeutung im Vergleich zu anderen Kirchen der Region. Sitz eines Bischofs war er nie. 
Seit 2015 ist der Rheingauer Dom die Pfarrkirche der neu gegründeten Pfarrei Heilig-Kreuz-Rheingau einer sogenannten Pfarrei neuen Typs. Zu ihr gehören, neben Geisenheim, folgende Ortskirchen mit den jeweiligen Kirchorten:
| - Heilig-Kreuz in Assmannshausen - St. Petronilla in Aulhausen - St. Hildegard in Eibingen - St. Johannes der Täufer in Johannisberg - St. Martin in Lorch - St. Bonifatius in Lorchhausen | - St. Laurentius in Presberg - St. Katharina in Ransel - St. Jakobus in Rüdesheim - St. Anna in Sauerthal - St. Michael in Stephanshausen - St. Antonius in Wollmerschied. |

## Ausstattung
Aus der Zeit der Spätgotik erhalten ist noch das Netzgewölbe des Chores sowie der sogenannte Dreikönigsaltar. 1886 wurde der neogotische Hochaltar eingefügt.

### Orgel
Die Orgel wurde 1842 von den Gebrüdern Stumm erbaut. Das Instrument hat 31 Register auf zwei Manualen und Pedal. Im Rahmen einer grundlegenden Restaurierung wurden Umbauten rückgängig gemacht und die Orgel wieder in den Ursprungszustand versetzt. Zahlreiche Register von Stumm sind original erhalten.
| I Unterwerk C–g3 |              |    |     |
| 1.               | Principal    | 8′ | (S) |
| 2.               | Bourdon B/D  | 8′ | (S) |
| 3.               | Flautraver D | 8′ |     |
| 4.               | Octav        | 4′ | (S) |
| 5.               | Spitzfloet   | 4′ | (S) |
| 6.               | Gamb         | 4′ |     |
| 7.               | Quint        | 3′ |     |
| 8.               | Rohrfloete   | 4′ | (S) |
| 9.               | Octav        | 2′ |     |
| 10.              | Mixtur III   |    |     |
| 11.              | Krummhorn    | 8′ |     |

| II Hauptwerk C–g3 |                |     |     |
| 12.               | Principal      | 16′ | (S) |
| 13.               | Principal      | 8′  | (S) |
| 14.               | Cornet V D     |     | (S) |
| 15.               | Gedackt        | 8′  | (S) |
| 16.               | Solicional     | 8′  |     |
| 17.               | Viola de Gamba | 8′  | (S) |
| 18.               | Octav          | 4′  | (S) |
| 19.               | Quintatoene    | 8′  | (S) |
| 20.               | Solicional     | 4′  | (S) |
| 21.               | Quint          | 3′  | (S) |
| 22.               | Flaut          | 4′  | (S) |
| 23.               | Super-Octav    | 2′  | (S) |
| 24.               | Mixtur IV      |     | (S) |
| 25.               | Trompet B/D    | 8′  |     |

| Pedal C–c1 |             |     |     |
| 26.        | Subbaß      | 16′ | (S) |
| 27.        | Violon      | 16′ | (S) |
| 28.        | Octav-Baß   | 8′  | (S) |
| 29.        | Violoncell  | 8′  | (S) |
| 30.        | Octav       | 4′  | (S) |
| 31.        | Posaune-Baß | 16′ |     |

- Anmerkungen

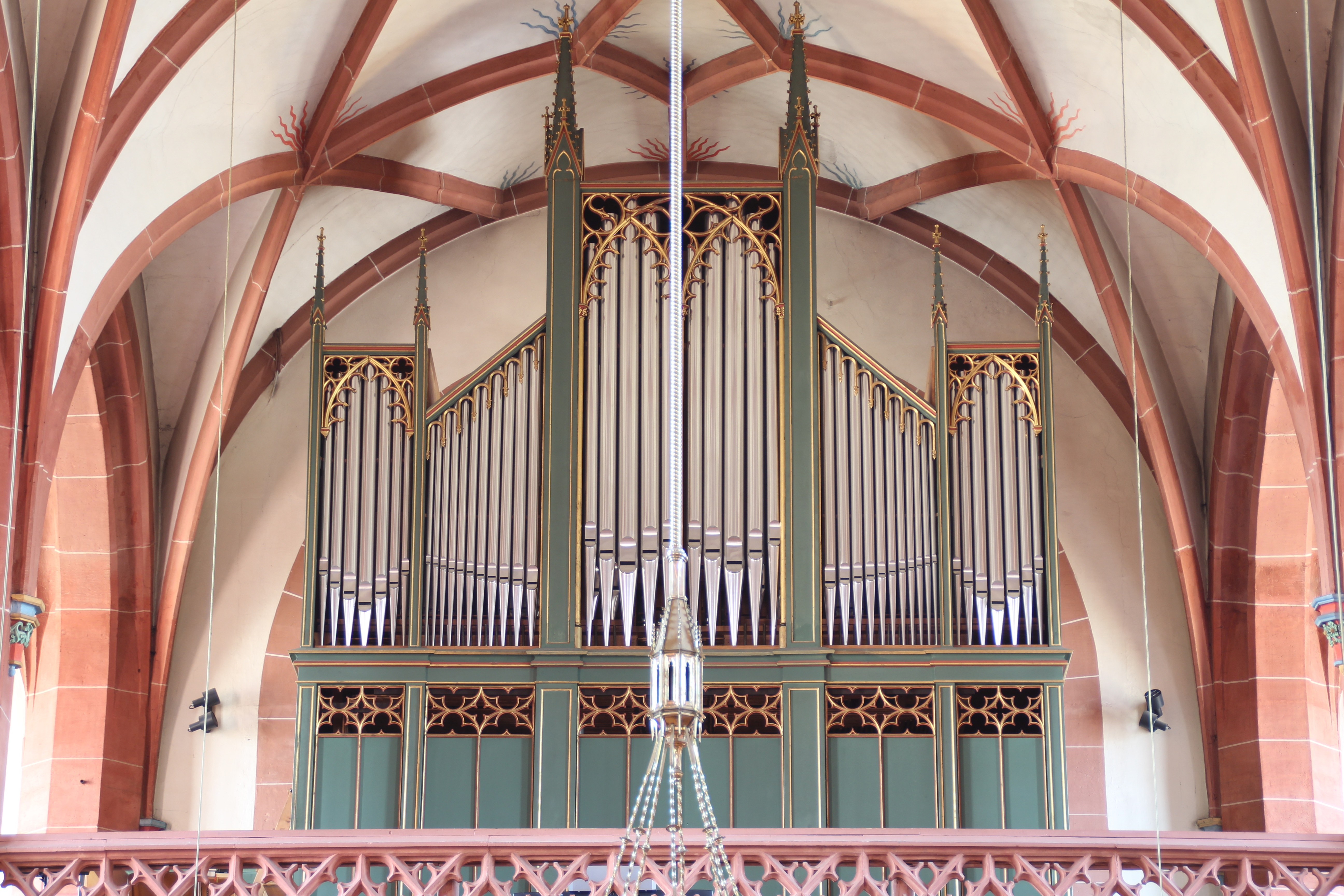
Prospekt der Stumm-Orgel

(S) = Original erhaltenes Register von Stumm

### Glocken
Das vierstimmige Geläut des „Rheingauer Domes“ besteht aus drei historischen und einer modernen Kirchenglocke. Sie hängen in den Holzglockenstühlen der beiden Türme an  Holzjochen, die 2011 erneuerten wurden.
| Glocke | Name       | Masse     | Durchmesser | Schlagton (16tel) | Gussjahr | Glockengießer               | Hängeort |
| ------ | ---------- | --------- | ----------- | ----------------- | -------- | --------------------------- | -------- |
| 1      | Christus   | ≈ 2500 kg | 1570 mm     | cis1 -90          | 1401     | unbekannt                   | Nordturm |
| 2      | St. Martin | ≈ 1300 kg | 1300 mm     | d1 -11            | 1631     | Thomas Simon von Mainz      | Südturm  |
| 3      | St. Josef  | 01231 kg  | 1230 mm     | e1 -8             | 1960     | Friedrich Wilhelm Schilling | Nordturm |
| 4      | Sta. Maria | ≈ 0800 kg | 1080 mm     | f1 +2             | 1484     | Heinrich Moller / Frankfurt | Südturm  |

## Gräber
Im Rheingauer Dom sind Friedrich von Stockheim (1462–1528) und seine Frau begraben.

## Weitere Bilder

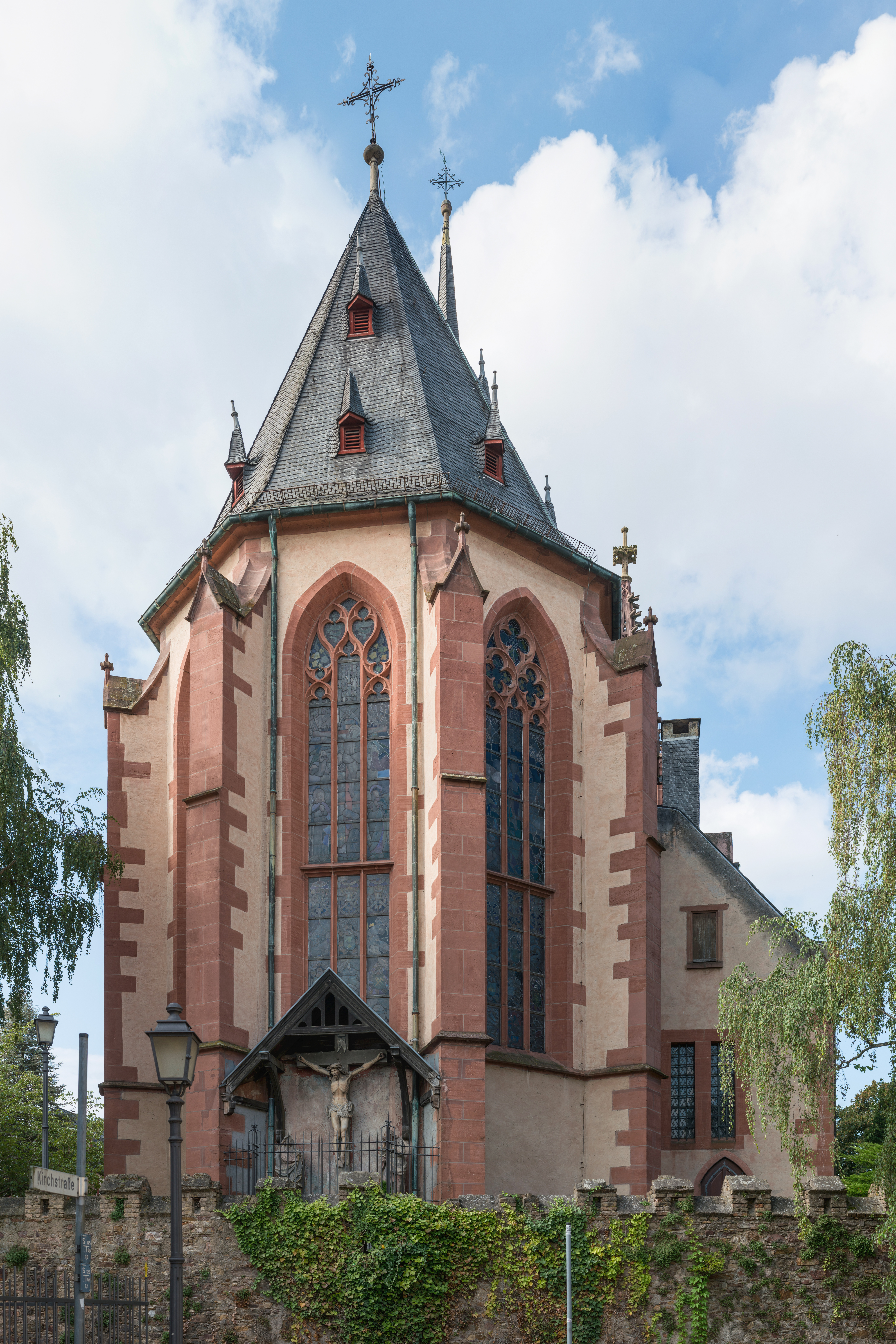
Der Chor
Das Langhaus
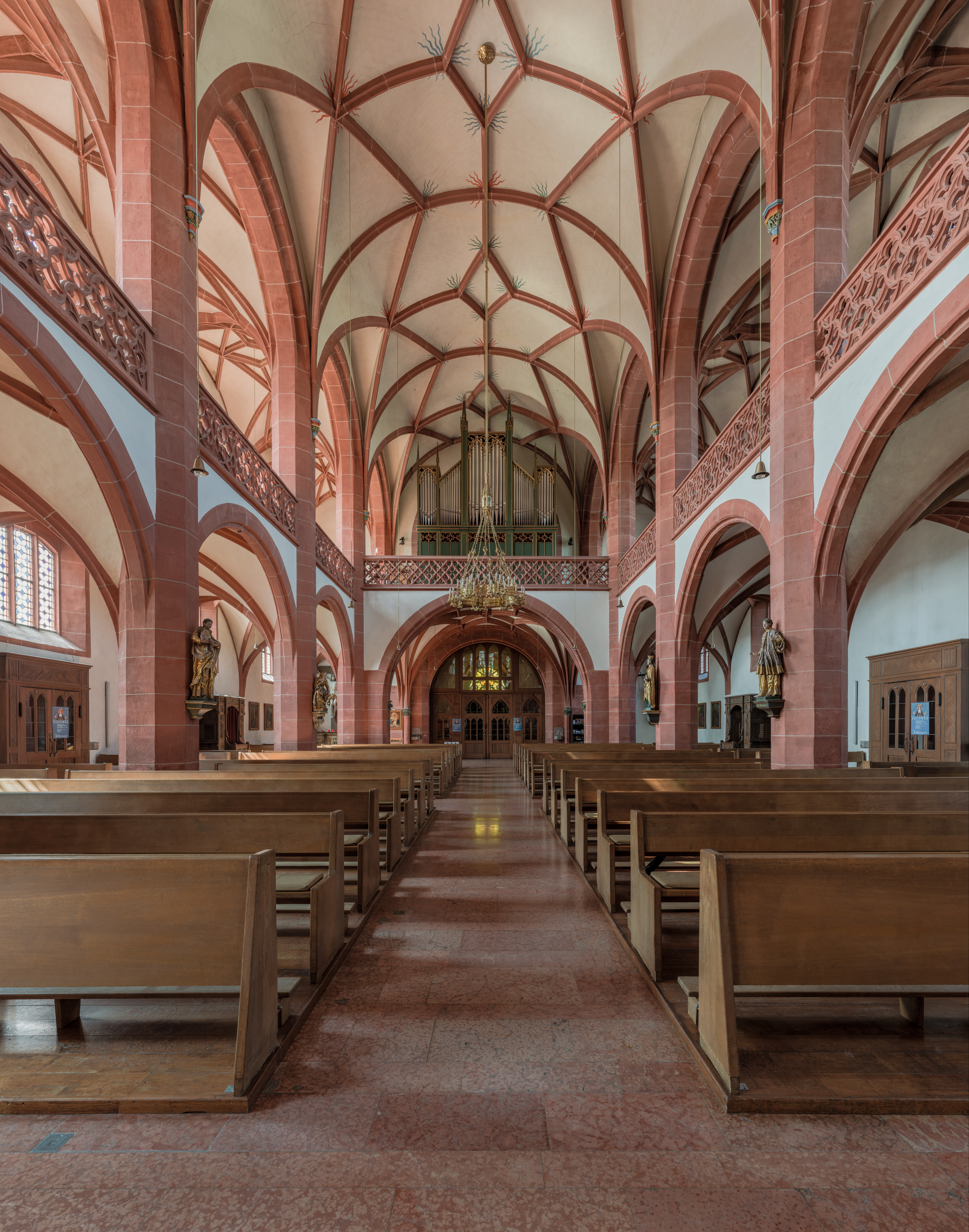
Das Langhaus vom Chor gesehen